# Theodor Dipper
Theodor Dipper (* 20. Januar 1903 in Unterheinriet; † 20. August 1969 in Imperia (Ligurien), Italien) war ein deutscher evangelischer Pfarrer. Er war Mitbegründer der württembergischen Bekenntnisbewegung und einer der entscheidenden Organisatoren der Württembergischen Pfarrhauskette, einer Durchschleuseinrichtung für Juden während der NS-Zeit.

## Leben
Dipper kam als Sohn des evangelischen Pfarrers Richard Dipper (1866–1933) und der Anna Dipper, geb. Fehr (1872–1937), zur Welt. Er machte 1921 am Evangelisch-theologischen Seminar in Blaubeuren das Abitur und studierte anschließend Evangelische Theologie am Evangelischen Stift in Tübingen. 1925 legte er die I. theologische Dienstprüfung ab und war dann Vikar in Ebingen, Heilbronn und Stuttgart. 1929 folgte die II. theologische Dienstprüfung. Seine erste Pfarrstelle führte ihn 1930 nach Würtingen.
Er war seit 1934 Mitglied der Bekennenden Kirche und leitete bis 1938 den Evangelischen Gemeindedienst. Ab 1938 war er Pfarrer in Reichenbach an der Fils, stand in engem Zusammenhang mit den Anfängen der württembergischen Bekenntnisbewegung und war maßgeblicher Urheber des Kirchenkampfs. Er gründete im gleichen Zeitraum die Kirchlich-theologischen Arbeitsgemeinschaften (KTA), die heute in jedem Kirchenbezirk tätig sind.
Dipper war führender Mitinitiator der mehr als 40 Quartiere umfassenden Württembergischen Pfarrhauskette in Reichenbach und wurde u. a. vom Kinderkirch-Helferkreis unterstützt.
Am 16. Dezember 1937 wurde gegen ihn ein Redeverbot verhängt. „Sie haben mit Ihrer Verfügung die Verkündigung des Wortes Gottes verboten. Diese Verkündigung aber ist mir als Prediger des Wortes Gottes befohlen“, wird er zitiert. 1938 wurde er für 21 Tage ins Schutzhaftlager Welzheim eingeliefert.
Nach dem Zweiten Weltkrieg war Dipper Dekan der Kirchenbezirke Nürtingen (1945–59) und Ludwigsburg (1959–69). Daneben war er Vorsitzender des Württembergischen Landesbruderrats, ab 1956 auch als Vorsitzender des Bruderrats der EKD.

## Besonderes
Max und Ines Krakauer, Juden aus Berlin, stellten ein Verzeichnis auf, in dem sie all die Namen der Menschen notierten, bei denen sie untertauchen konnten oder Hilfe erhielten. In diesem Verzeichnis wird für etwa 3 Wochen „Max“ und für 14 Tage „Ines“ mit der Adresse Reichenbach an der Fils, Pfarrhaus Kirchstraße 24, Landkreis Esslingen angegeben (21. Dezember 1944 – 15. Januar 1945).

## Ehrungen
Im Jahr 2003 wurde der Platz vor der Reichenbacher Mauritiuskirche in Theodor-Dipper-Platz umbenannt. 2008 wurden Theodor Dipper und seine Frau Hildegard vom Staat Israel als Gerechte unter den Völkern ausgezeichnet. Die zur Auszeichnung gehörende Urkunde und die Medaille von Yad Vashem wurden in einer Feierstunde am 4. Februar 2010 in Reichenbach den Angehörigen überreicht. Am 3. November 2024 erhielt der Platz vor dem Chor der Nürtinger Stadtkirche Sankt Laurentius den Namen Dipper-Platz.